# John Monfasani
John Monfasani (* 5. Juli 1943) ist ein US-amerikanischer Historiker.

## Leben
Er erwarb 1965 den B.A. an der Fordham University, 1966 den MA in Geschichte an der Columbia University und 1973 den Ph.D. in Geschichte an der Columbia University. Er lehrt an der University at Albany, The State University of New York, Department of History (Professor 1987–2011; Associate Professor 1980–1987; Assistant Professor 1973–1980; Lecturer 1971–1973).

## Schriften (Auswahl)
- George of Trebizond. A biography and a study of his rhetoric and logic. Leiden 1976, ISBN 90-04-04370-5.
- Greeks and Latins in Renaissance Italy. Studies on humanism and philosophy in the 15th century. Aldershot 2004, ISBN 0-86078-951-9.
- George Amiroutzes. The philosopher and his tractates. Leuven 2011, ISBN 978-90-429-2460-4.
- Bessarion Scholasticus. A study of Cardinal Bessarion’s Latin library. Turnhout 2011, ISBN 2-503-54154-2.